# Жените (филм, 1939)
„Жените“ (на английски: The Women) е американски трагикомедичен филм от 1939 г. на режисьора Джордж Кюкор. Филмът е базиран по едноименната пиеса през 1936 г. на Клер Бут Люс, и е адаптиран по сценарий на Анита Лус и Джейн Мърфин.
Във филма участват Норма Шиърър, Джоан Крофорд, Розалинд Ръсел, Полет Годар, Джоан Фонтейн, Лусил Уотсън, Мери Боланд, Флорънс Наш и Вирджиния Грей, както Филис Пова и Марджори Мейн, последните две актриси, които преиграха сценичните си роли от пиесата. Рут Хъси, Вирджиния Уайлдлър, Бътърфлай Макуин и Хеда Хупър се появяват в малки роли. Фонтейн беше оцелялата актриса от филма, която умира през 2013 г.

## В ролите
| Актьор            | Роля                       |
| ----------------- | -------------------------- |
| Норма Шиърър      | Мери Хейнс                 |
| Джоан Крофорд     | Кристал Алън               |
| Розалинд Ръсел    | Силвия Фаулър              |
| Мери Боланд       | графиня де Лейв            |
| Полет Годар       | Мириам Арънс               |
| Филис Повах       | Едит Потър                 |
| Джоан Фонтейн     | Пеги Дей                   |
| Вирджиния Уидлър  | Малката Мери               |
| Лусил Уотсън      | г-жа Морхийд               |
| Марджъри Мейн     | Луси                       |
| Вирджиния Грей    | Пат                        |
| Рут Хъси          | Г-ца Уотсън                |
| Мюриъл Хичинсън   | Джейн                      |
| Хеда Хопър        | Доли                       |
| Флорънс Неш       | Нанси Блейк                |
| Бътърфлай Маккуин | Лулу                       |
| Тери              | Кучето в козметичния салон |

## „Жените“ В България
В България е издаден на DVD от Прооптики България през 2009 г. със субтитри на български.